# Roger II de Couserans
Roger II de Couserans, né en 1182 et mort après 1240, est vicomte de Couserans de 1211 à 1240, où il succède à son père Roger Ier, et comte de Pallars Sobirà sous le nom de Roger Ier de Pallars Sobirà avec son épouse Guillemine de Pallars Sobirà de 1216 et 1229, puis seul de 1229 à 1236.

## Biographie
Roger naît en 1182, certainement dans le Couserans. Il est le fils de Roger Ier de Comminges, vicomte de Couserans, et d'une fille du comte de Foix. Il devient lui-même vicomte de Couserans à la mort de son père, en 1211. Il doit défendre sa vicomté contre les ambitions expansionnistes du comte de Toulouse, Raimond VI. Pendant la croisade des Albigeois, il s'oppose à Simon de Montfort et aux croisés, pour des considérations plus politiques que religieuses.
En 1216, Roger épouse Guillemine, comtesse de Pallars Sobirà et dernière héritière de sa lignée, dont un premier mariage avec le seigneur d'Erill, Guillaume, est déjà resté sans enfant. Il devient comte consort de Pallars les premières années, mais le mariage reste stérile. En 1229, Guillemine décide de céder tous ses droits sur le comté et de se retirer à la vie monastique : elle lui vend le comté pour la somme de 15 000 morabatins.
En 1236, Roger cède le comté de Pallars à son fils aîné, Roger III. Il meurt vers 1240, cédant la vicomté de Couserans à Roger III.

## Mariages et descendance
Roger II épouse en 1216 Guillemine, comtesse de Pallars Sobirà et dernière héritière de la première dynastie de Pallars Sobirà. Cette union reste stérile.
Il épouse ensuite vers 1230 Sybille de Saga, comtesse de Pallars Sobirà et dont il a au moins un fils :
- Roger III, vicomte de Couserans et comte de Pallars.

### Sources et bibliographie
- (ca) Armand de Fluvià (préf. Josep M. Salrach), Els primitius comtats i vescomptats de Catalunya : Cronologia de comtes i vescomtes, Barcelone, Enciclopèdia catalana, coll. « Biblioteca universitària » (no 11), avril 1989, 238 p. (ISBN 84-7739-076-2), p. 93